# Лифт (фильм, 2011)
«Лифт» (англ. Elevator) — американский триллер 2011 года режиссёра Стига Свендсена.

## Сюжет
Начало этой истории абсолютно тривиально. Жители одной из манхэттенских высоток по привычке решили воспользоваться лифтом. Войдя в его двери, никто и не догадывался, какой страшный «сюрприз» прячется в «железной коробке». Вскоре это место станет их своеобразным домом-ловушкой на ближайшие несколько часов, а близстоящие люди – объектами для грубых и злостных выяснений отношений. Но и это еще далеко не все! Невольные заложники узнают, что их жизням угрожает неимоверная опасность – бомба, способная детонировать в любой момент…

## В ролях
| Актёр                | Роль             |
| -------------------- | ---------------- |
| Кристофер Бакус      | Дон Хэндли       |
| Анита Брием          | Селин Фуке       |
| Джон Гетц            | Генри Бартон     |
| Ширли Найт           | Джейн Реддинг    |
| Рейчел и Аманда Пейс | Мэделин Бартон   |
| Девин Рэтрей         | Мартин Госслинг  |
| Джои Злотник         | Джордж Аксельрод |
| Темина Санни         | Морин Асана      |
| Валид Зуэйтер        | Мухаммед         |
| Майкл Миркурио       | Создатель бомбы  |

### Съёмочная группа
- Режиссёр — Стиг Свендсен
- Продюсер — Марк Розенберг
- Сценарист — Марк Розенберг
- Композитор — Херман Кристофферсен, Бьёрнар Йонсен
- Оператор — Ален Бетранкур
- Монтаж — Томас Лёвиг

## Релиз
По слухам для релиза 2011 года были организованы предварительные просмотры в австралийской школе кино и телевидения, Университете Южной Калифорнии и киношколе Лос-Анджелеса.
Премьера фильма состоялась в августе 2011 года.